# Константин Липс
Константин Липс (на гръцки: Κωνσταντίνος Λίψ, починал на 20 август 917 г.) е византийски аристократ и адмирал от края на IX и началото на X век, убит в битката при Ахелой срещу българите. Константин Липс е най-известен с основания от него манастир в Константинопол, който наричали с неговото име.

## Биография
Фактите относно живота на Константин Липс са объркващи и подлежат на догадки. Известно е, че по времето на император Лъв VI Мъдри (886 – 912 г.) той възстановява един манастир в близост до църквата „Свети апостоли“, който днес се идентифицира с джамията „Фенари Иса“ благодарение на частично съхранен надпис, отбелязващ посвещаването му на Богородица. Датата на основаванто му традиционно се поставя през 907/908 г. След смъртта на император Александър през юли 913 г. Константин Липс участва в неуспешния преврат на видния генерал Константин Дука срещу невръстния Константин VII Багренородни. Вследствие на това няколко благородници, които са били съпричастни или са били заподозрени в съучастие в преврата, са екзекутирани, докато други успяват да избягат от града, като сред тях бил и Константин Липс. Константин Липс умира на 20 август 917 г. в битката при Ахелой, сражавайки се срещу българите, предвождани от Симеон I.
Съвременни изследвания отъждествяват Константин Липс с две други личности с името Липс, чиито дейности се смятат за погрешно датирани в по-късно време. Първият е споменат от Константин VII с ранг на протоспатарий и заемащ придворния пост доместик на ипургията (главен помощник на куратора на трапезата), по-късно (вероятно по времето на опита за преврат през 913 г.) той се издига до патрикий и велик етериарх. Служил и няколко пъти като императорски пратеник до Григорий I, владетел на арменското княжество Тарон. От първото си посолство Липс се завърнал заедно с Ашот – сина на Григорий – който бил приет от император Лъв и получил титлата протоспатарий. Липс придружил Ашот обратно при баща му и се завърнал с брата на Григорий (известен само с арабското си име Абу Ганим), който също бил посветен в сан протоспатарий. Константин Липс придружил Абу Ганим и на връщане. Когато последният посетил отново Константинопол няколко години по-късно, той се оженил за дъщерята на Константин Липс. В друга мисия скоро след това Липс убедил самия Григорий да посети Константинопол, където той бил щедро посрещнат и получил върховното достойнство на магистър и титлата стратег на Тарон. След продължителен престой Григорий е ескортиран до владенията си отново от Лип.
По-късната Константинополска патрия също споменава за Липс, патрикий и друнгарий на флота, който основал манастир и странноприемница през късното управление на Константин VII, но е невъзможно да се докаже със сигурност дали това лице е идентично с Константин Липс.
Константин Липс имал син – патрикий Варда Липс, който бил замесен в заговор срещу император Роман II (управлявал 959 – 963) през 962 г. Той е и последният известен представител на семейство Липс.

## Цитирана литература
- ((fr)) Guilland, Rodolphe (1967). Recherches sur les Institutions Byzantines, II. Berlin: Akademie-Verlag, doi:10.1515/9783112651704
- ((en)) Kazhdan, Alexander (ed) (1991). The Oxford Dictionary of Byzantium. Oxford and New York: Oxford University Press, ISBN 0-19-504652-8, COBISS.BG-ID: 1107246820, https://archive.org/details/odb_20210521/mode/2up
- ((de)) Lilie, Ralph-Johannes; Ludwig, Claudia; Pratsch, Thomas & Zielke, Beate (2013). Prosopographie der mittelbyzantinischen Zeit Online. Berlin and Boston: De Gruyter, DOI:10.1515/pmbz, https://www.degruyter.com/view/db/pmbz
- van Millingen, Alexander (1912). Byzantine Churches of Constantinople. London, United Kingdom: MacMillan & Company
- Whittow, Mark (1996). The Making of Byzantium, 600–1025. Berkeley and Los Angeles, California: University of California Press, ISBN 0-520-20496-4, https://books.google.com/books?id=bFh-ASmKksYC

|  | Тази страница частично или изцяло представлява превод на страницата Constantine Lyps в Уикипедия на английски. Оригиналният текст, както и този превод, са защитени от Лиценза „Криейтив Комънс – Признание – Споделяне на споделеното“, а за съдържание, създадено преди юни 2009 година – от Лиценза за свободна документация на ГНУ. Прегледайте историята на редакциите на оригиналната страница, както и на преводната страница, за да видите списъка на съавторите. ВАЖНО: Този шаблон се отнася единствено до авторските права върху съдържанието на статията. Добавянето му не отменя изискването да се посочват конкретни източници на твърденията, които да бъдат благонадеждни. |